# ميبوكين
ميبوكينا (بالإنجليزية: Mebucain ) هو علاج تم تصنيعه من قبل شركة نوفارتيس، يستخدم لعلاج التهاب الحلق وعدوى الفم والبلعوم. يتوافرميبوكينا بنكهتين مختلفتين:النعناع (المعروف سابقا بفورت ) والبرتقال.